# Szwecja na Zimowych Igrzyskach Olimpijskich 1936
Szwecję na Zimowych Igrzyskach Olimpijskich 1936 reprezentowało 32 zawodników: 31 mężczyzn i jedna kobieta. Był to czwarty start reprezentacji Szwecji na zimowych igrzyskach olimpijskich.

## Zdobyte medale
| Medal  | Zawodnik                                                         | Dyscyplina           | Konkurencja                 | Rezultat    |
| ------ | ---------------------------------------------------------------- | -------------------- | --------------------------- | ----------- |
| Złoto  | Erik August Larsson                                              | Biegi narciarskie    | bieg na 18 km mężczyzn      | 1:14:38,0 h |
| Złoto  | Elis Wiklund                                                     | Biegi narciarskie    | bieg na 50 km mężczyzn      | 3:30:11,0 h |
| Srebro | Axel Wikström                                                    | Biegi narciarskie    | bieg na 50 km mężczyzn      | 3:33:20,0 h |
| Srebro | Sven Eriksson                                                    | Skoki narciarskie    | Skocznia K-80 indywidualnie | 230,5 pkt   |
| Brąz   | Nils-Joel Englund                                                | Biegi narciarskie    | bieg na 50 km mężczyzn      | 3:34:10,0 h |
| Brąz   | John Berger, Erik-August Larsson, Arthur Häggblad, Martin Matsbo | Biegi narciarskie    | sztafeta 4 × 10 km mężczyzn | 2:43:03,0 h |
| Brąz   | Vivi-Anne Hultén                                                 | Łyżwiarstwo figurowe | Solistki                    | 394,7 pkt   |

## Skład kadry

### Biegi narciarskie
Mężczyźni
| Konkurencja        | Zawodnik                                                      | czas      | Pozycja |
| ------------------ | ------------------------------------------------------------- | --------- | ------- |
| Bieg na 18 km      | Erik August Larsson                                           | 1:14:38,0 | złoto   |
| Bieg na 18 km      | Martin Matsbo                                                 | 1:17:02,0 | 4.      |
| Bieg na 18 km      | Arthur Häggblad                                               | 1:18:55,0 | 8.      |
| Bieg na 18 km      | Ivan Lindgren                                                 | 1:21:04,0 | 17.     |
| Bieg na 50 km      | Elis Wiklund                                                  | 3:30:11,0 | złoto   |
| Bieg na 50 km      | Axel Wikström                                                 | 3:33:20,0 | srebro  |
| Bieg na 50 km      | Nils-Joel Englund                                             | 3:34:10,0 | brąz    |
| Bieg na 50 km      | Hjalmar Bergström                                             | 3:35:50,0 | 4.      |
| Sztafeta 4 × 10 km | John Berger Erik-August Larsson Arthur Häggblad Martin Matsbo | 2:43:03,0 | brąz    |

### Hokej na lodzie
Reprezentacja mężczyzn
| - Herman Carlsson - Sven Bergqvist - Bertil Lundell - Holger Engberg - Torsten Jöhncke - Yngve Liljeberg - Bertil Norberg |  | - Wilhelm Petersén - Åke Ericson - Stig Emanuel Andersson - Lennart Hellman - Wilhelm Larsson - Ruben Carlsson |

Reprezentacja Szwecji brała udział w rozgrywkach grupy D turnieju olimpijskiego zajmując w niej drugie miejsce i awansując do drugiej rundy rozgrywek. W drugiej rundzie występowała w grupie B zajmując w niej trzecie miejsce i nie awansując od rundy finałowej. Ostatecznie reprezentacja Szwecji zajęła 5. miejsce.

#### Runda pierwsza
Grupa D
| Drużyna         | M | Mecze | Mecze | Mecze | Bramki | Bramki | Bramki | Pkt |
| Drużyna         | M | W     | R     | P     | +      | -      | +/-    | Pkt |
| --------------- | - | ----- | ----- | ----- | ------ | ------ | ------ | --- |
| Wielka Brytania | 2 | 2     | 0     | 0     | 4      | 0      | +4     | 4   |
| Szwecja         | 2 | 1     | 0     | 1     | 2      | 1      | +1     | 2   |
| Japonia         | 2 | 0     | 0     | 2     | 0      | 5      | -5     | 0   |

Wyniki
| 6 lutego 1936 | Szwecja | 2:0 | Japonia | Olympia-Kunsteis-Stadion |

| Godzina: 21:00 | Engberg, Liljeberg | (1:0, 1:0, 0:0) |  | Sędzia główny: Kreisel Sędziowie liniowi: Schmidt |

| 7 lutego 1936 | Wielka Brytania | 1:0 | Szwecja | Olympia-Kunsteis-Stadion |

| Godzina: 16:15 | Brenchley | (1:0, 0:0, 0:0) |  | Sędzia główny: Holsboer Sędziowie liniowi: Kulej |

#### Runda druga
Grupa B
| Drużyna           | M | Mecze | Mecze | Mecze | Bramki | Bramki | Bramki | Pkt |
| Drużyna           | M | W     | R     | P     | +      | -      | +/-    | Pkt |
| ----------------- | - | ----- | ----- | ----- | ------ | ------ | ------ | --- |
| Stany Zjednoczone | 3 | 3     | 0     | 0     | 5      | 1      | +4     | 6   |
| Czechosłowacja    | 3 | 2     | 0     | 1     | 6      | 4      | +2     | 4   |
| Szwecja           | 3 | 1     | 0     | 2     | 3      | 6      | -3     | 2   |
| Austria           | 3 | 0     | 0     | 3     | 1      | 4      | -3     | 0   |

Wyniki
| 11 lutego 1936 | Szwecja | 1:0 | Austria | Olympia-Kunsteis-Stadion |

| Godzina: 14:30 | Liljeberg | (1:0, 0:0, 0:0) |  | Sędzia główny: Pudas Sędziowie liniowi: Tupalski |

| 12 lutego 1936 | Czechosłowacja | 4:1 | Szwecja | Olympia-Kunsteis-Stadion |

| Godzina: 16:20 | Norberg | (0:1, 2:0, 2:0) | Tozicka, Jirotka D., Malecek, Kucera | Sędzia główny: Holsboer Sędziowie liniowi: Kreisel |

| 13 lutego 1936 | Stany Zjednoczone | 2:1 | Szwecja | Olympia-Kunsteis-Stadion |

| Godzina: 22:00 | Rowe x 2, | (0:0, 1:1, 1:0) | Carlsson | Sędzia główny: Kreisel Sędziowie liniowi: Erhardt |

### Kombinacja norweska
Mężczyźni
| Zawodnik         | Konkurencja   | Skoki narciarskie     | Skoki narciarskie     | Skoki narciarskie     | Skoki narciarskie     | Bieg narciarski | Bieg narciarski | Bieg narciarski | Łącznie                  | Pozycja                  |
| Zawodnik         | Konkurencja   | Skok 1                | Skok 2                | Punkty                | Pozycja               | Czas biegu      | Pozycja         | Punkty          | Łącznie                  | Pozycja                  |
| ---------------- | ------------- | --------------------- | --------------------- | --------------------- | --------------------- | --------------- | --------------- | --------------- | ------------------------ | ------------------------ |
| Jonas Westman    | Indywidualnie | 47,5                  | 46,5                  | 199,3                 | 10.                   | 1:25:38         | 20.             | 183,4           | 382,7                    | 11.                      |
| Holger Lundgren  | Indywidualnie | 50,0                  | 53,0                  | 152,0                 | 42.                   | 1:29:57         | 31.             | 161,2           | 313,2                    | 40.                      |
| Harald Hedjerson | Indywidualnie | Nie stanął na starcie | Nie stanął na starcie | Nie stanął na starcie | Nie stanął na starcie | 1:25:50         | 22.             | 182,4           | Nie ukończył konkurencji | Nie ukończył konkurencji |

### Łyżwiarstwo figurowe
| Zawodnik         | Konkurencja | Nota  | Pozycja |
| ---------------- | ----------- | ----- | ------- |
| Vivi-Anne Hultén | Solistki    | 394,7 | brąz    |

### Łyżwiarstwo szybkie
Mężczyźni
| Zawodnik       | Konkurencja   | Konkurencja   | Konkurencja    | Konkurencja    | Konkurencja    | Konkurencja    | Konkurencja      | Konkurencja      |
| Zawodnik       | Bieg na 500 m | Bieg na 500 m | Bieg na 1500 m | Bieg na 1500 m | Bieg na 5000 m | Bieg na 5000 m | Bieg na 10 000 m | Bieg na 10 000 m |
| Zawodnik       | Czas          | Miejsce       | Czas           | Miejsce        | Czas           | Miejsce        | Czas             | Miejsce          |
| -------------- | ------------- | ------------- | -------------- | -------------- | -------------- | -------------- | ---------------- | ---------------- |
| Axel Johansson | 46,1          | 18.           | 2:29,9         | 29.            | 9:06,40        | 26.            | 18:38,20         | 22.              |

### Narciarstwo alpejskie
Mężczyźni
| Zawodnik       | Konkurencja         | Zjazd  | Zjazd   | Slalom              | Slalom              | Slalom  | Łącznie | Łącznie |
| Zawodnik       | Konkurencja         | Czas   | Pozycja | Czas 1-go przejazdu | Czas 2-go przejazdu | Pozycja | Punkty  | Pozycja |
| -------------- | ------------------- | ------ | ------- | ------------------- | ------------------- | ------- | ------- | ------- |
| Bertil Persson | Kombinacja alpejska | 6:26,0 | 35.     | 1:43,4              | 1:54,0              | 30.     | 70,95   | 31.     |

### Skoki narciarskie
Mężczyźni
| Skoczek          | Skok 1    | Skok 1 | Skok 2    | Skok 2 | Nota  | Pozycja |
| Skoczek          | odległość | Nota   | odległość | Nota   | Nota  | Pozycja |
| ---------------- | --------- | ------ | --------- | ------ | ----- | ------- |
| Sven Eriksson    | 76,0      | 115,5  | 76,0      | 115,0  | 230,5 | srebro  |
| Sixten Johansson | 63,0      | 101,5  | 66,0      | 104,6  | 206,1 | 15.     |
| Nils Hjelmström  | 68,0      | 105,1  | 62,5      | 99,7   | 204,8 | 16.     |
| Axel Östrand     | 61,0      | 97,8   | 68,0      | 105,6  | 203,4 | 22.     |